# Dama a Mosca
La Dama a Mosca è un dipinto a olio su tela (108,8x108,8 cm) realizzato nel 1912 dal pittore Vasily Kandinsky.
È conservato nella Städtische Galerie im Lenbachhaus di Monaco.
In primo piano è raffigurata una dama in abito giallo, che accarezza un cagnolino  mentre nella mano sinistra stringe una rosa.